# 小卡列尼奇
50°4′32″N 27°17′1″E / 50.07556°N 27.28361°E
小卡列尼奇（烏克蘭語：Малі Каленичі），是烏克蘭西部的村莊，隸屬赫梅利尼茨基州的舍佩蒂夫卡區。該村面積0.81平方公里，海拔高度266米，2001年人口200，人口密度每平方公里247.8人。